# Tânăr, violent, periculos
Tânăr, violent, periculos (în italiană Liberi armati pericolosi) este un film polițist de acțiune italian, regizat de Romolo Guerrieri⁠(d).

## Rezumat
„Biondo”, „Giò” și „Luis” sunt buni prieteni de familie din burghezia milaneză. Pentru a-și învinge plictiseala, ei se angajează într-o serie de șmecherii din ce în ce mai periculoase, de la furt la agresiune, de la jaf la crimă. Cu toate acestea, cei trei nu reușesc să-și ascundă bine urmele și, în scurt timp, poliția îi descoperă: începe o lungă urmărire prin Lombardia, cei trei băieți trăgând-o după ei și pe prietena lui "Luis", Lea.

## Distribuție
- Tomás Milián - comisarul
- Stefano Patrizi - Mario Farra
- Max Delys - Luigi Morandi
- Benjamin Lev - Giovanni Etrusco
- Eleonora Giorgi - Lea
- Diego Abatantuono - Lucio
- Venantino Venantini  - dl. Morandi
- Gloria Piedimonte - prietena lui Lucio
- Tom Felleghy - prof. Farra
- Peter Berling - Oberwald